# Elecciones provinciales de San Juan de 1958
Las elecciones generales de la provincia de San Juan de 1958 tuvieron lugar el domingo 23 de febrero del mencionado año con el objetivo de restaurar las instituciones autónomas constitucionales de la provincia después de tres años de la dictadura militar autodenominada Revolución Libertadora, que derrocó al gobierno constitucional de Juan Domingo Perón, del Partido Peronista (PP) y proscribió a dicha fuerza política y al propio peronismo. Fueron las decimoterceras elecciones provinciales sanjuaninas desde la instauración del sufragio secreto en el país, aunque no fueron completamente libres y justas al tener prohibido el peronismo presentarse a elecciones. Se debían elegir al gobernador, así como los 26 diputados provinciales, para el período 1958-1962.
El principal partido opositor antes del golpe, la Unión Cívica Radical (UCR), se había dividido en torno a qué postura tomar con respecto a la proscripción del peronismo. La Unión Cívica Radical Intransigente (UCRI), fue fundada por radicales contrarios a la proscripción y al gobierno militar, y la Unión Cívica Radical del Pueblo (UCRP), fue establecida por el sector favorable a la proscripción. Ambos partidos radicales fueron los dos principales competidores en las elecciones. En el contexto del Pacto Perón-Frondizi, por el cual Perón desde el exilio apoyó a Arturo Frondizi, candidato presidencial de la UCRI, sus candidatos gubernativos se vieron también beneficiados, y Américo García, candidato a gobernador sanjuanino por la UCRI, resultó elegido por holgado margen con el 40,67% de los votos contra el 24,15% de la candidatura de la UCRP. La Unión Cívica Radical Bloquista, disuelta para unirse al peronismo en 1947, se pudo registrar nuevamente y compitió con la candidatura de Domingo Rodríguez Pinto, que ubicó tercero con el 16,93%. La participación fue del 91.10% del electorado registrado.
Los cargos electos asumieron el 1 de mayo. Miguel no pudo completar el mandato constitucional ya que fue depuesto por el otro golpe de Estado el 29 de marzo de 1962, que provocó la intervención de todas las provincias.

## Resultados

### Gobernador
| Candidato               | Partido         | Partido                                            | Votos   | %     |
| ----------------------- | --------------- | -------------------------------------------------- | ------- | ----- |
| Américo García          |                 | Unión Cívica Radical Intransigente                 | 56.894  | 40,67 |
| Ricardo Colombo         |                 | Unión Cívica Radical del Pueblo                    | 33.793  | 24,15 |
| Domingo Rodríguez Pinto |                 | Unión Cívica Radical Bloquista (Tradicional)       | 23.688  | 16,93 |
| Eudoro Rodríguez        |                 | Unión Cívica Radical Bloquista (Comité Provincial) | 5.975   | 4,27  |
| Antonio Horacio Storni  |                 | Partido de los Trabajadores                        | 3.893   | 2,78  |
| Juan Dorgan             |                 | Partido Demócrata Cristiano                        | 3.767   | 2,69  |
| José Flores             |                 | Unión Popular                                      | 3.705   | 2,65  |
| Antonio Pinuaga         |                 | Partido Demócrata Conservador Popular              | 3.432   | 2,45  |
| Isidro López            |                 | Partido Socialista                                 | 2.297   | 1,64  |
| Isidro Muñóz Girón      |                 | Partido Cívico Independiente                       | 1.086   | 0,78  |
| Jorge López             |                 | Partido Socialista Obrero                          | 615     | 0,44  |
| Luis Castro             |                 | Partido Laborista                                  | 518     | 0,37  |
| Delfor Tristán Funes    |                 | Unión Cívica Radical Auténtica                     | 240     | 0,17  |
|                         |                 |                                                    |         |       |
| Votos positivos         | Votos positivos | Votos positivos                                    | 139.903 | 96,08 |
| Votos en blanco         | Votos en blanco | Votos en blanco                                    | 5.284   | 3,63  |
| Votos anulados          | Votos anulados  | Votos anulados                                     | 422     | 0,29  |
| Total de votos          | Total de votos  | Total de votos                                     | 145.609 | 100   |

### Vicegobernador
| Candidato                     | Partido         | Partido                                            | Votos   | %     |
| ----------------------------- | --------------- | -------------------------------------------------- | ------- | ----- |
| Alberto Armando Correa Moyano |                 | Unión Cívica Radical Intransigente                 | 56.886  | 40,67 |
| Roberto Villamayor            |                 | Unión Cívica Radical del Pueblo                    | 33.802  | 24,16 |
| Leopoldo Bravo                |                 | Unión Cívica Radical Bloquista (Tradicional)       | 23.683  | 16,93 |
| Gilberto Rufrano              |                 | Unión Cívica Radical Bloquista (Comité Provincial) | 5.954   | 4,26  |
| Carlos G. Mazza               |                 | Partido de los Trabajadores                        | 3.892   | 2,78  |
| José Omnar Toro               |                 | Partido Demócrata Cristiano                        | 3.775   | 2,70  |
| Gerardo Eulogio Palma         |                 | Unión Popular                                      | 3.705   | 2,65  |
| Oscar Blanco                  |                 | Partido Demócrata Conservador Popular              | 3.432   | 2,45  |
| Federico Bocello              |                 | Partido Socialista                                 | 2.297   | 1,64  |
| Eduardo Grano Cortínez        |                 | Partido Cívico Independiente                       | 1.086   | 0,78  |
| Emilio Casa                   |                 | Partido Socialista Obrero                          | 615     | 0,44  |
| José Armando González         |                 | Partido Laborista                                  | 516     | 0,37  |
| Ramón Bartolomé Moreno        |                 | Unión Cívica Radical Auténtica                     | 240     | 0,17  |
|                               |                 |                                                    |         |       |
| Votos positivos               | Votos positivos | Votos positivos                                    | 139.883 | 96,08 |
| Votos en blanco               | Votos en blanco | Votos en blanco                                    | 5.284   | 3,63  |
| Votos anulados                | Votos anulados  | Votos anulados                                     | 422     | 0,29  |
| Total de votos                | Total de votos  | Total de votos                                     | 145.589 | 100   |